# Austroconops mcmillani
Austroconops mcmillani är en tvåvingeart som beskrevs av Wirth och Lee 1959. Austroconops mcmillani ingår i släktet Austroconops och familjen svidknott.
Artens utbredningsområde är Western Australia. Inga underarter finns listade i Catalogue of Life.